# Aleksejs Saramotins
Aleksejs Saramotins (Riga, 8 april 1982) is een Lets voormalig wielrenner die in 2019 zijn loopbaan afsloot bij  het Japanse Interpro Cycling Academy. Hij werd zesmaal Lets kampioen op de weg.

## Carrière
Saramotins begon zijn carrière in 2004 bij het Letse continentale team Rietumu Bank. Na een seizoen bij Team Designa Køkken tekende hij in 2010 een contract bij Team HTC-Columbia. Een jaar later reed hij in het tenue van Cofidis zijn eerste Grote Ronde. In de Ronde van Spanje eindigde hij op plek 166.
In 2013 tekende hij een contract bij IAM Cycling. Bij een val in Parijs-Roubaix dat jaar brak hij een handwortelbeentje, ruim een maand eerder werd hij verdienstelijk vijfde in de Strade Bianche, na de hele koers in de aanval te hebben gereden.
In de wegwedstrijd op de Olympische Spelen in Rio de Janeiro eindigde Saramotins op plek 46, op twintig minuten van winnaar Greg Van Avermaet.

## Overwinningen
2005
 Lets kampioen op de weg, Elite
2006
 Lets kampioen op de weg, Elite
2007
4e etappe Ronde van Kroatië
 Lets kampioen op de weg, Elite
2008
1e etappe Circuit des Ardennes
GP SEB Tartu
3e etappe Ronde van Slowakije
Scandinavian Open Road Race
2009
Grand Prix de la Ville de Lillers
3e etappe Ronde van de Oise
Designa Grandprix
Druivenkoers
Ronde van het Münsterland
2010
 Lets kampioen op de weg, Elite
GP van Isbergues
2012
 Lets kampioen op de weg, Elite
2013
 Lets kampioen op de weg, Elite
Ronde van de Doubs
2014
5e etappe Ronde van Burgos
2017
 Lets kampioen tijdrijden, Elite
2018
Ploegentijdrit Ronde van Tsjechië

## Resultaten in voornaamste wedstrijden
| Jaar | Ronde van Italië | Ronde van Frankrijk | Ronde van Spanje |
| ---- | ---------------- | ------------------- | ---------------- |
| 2005 |                  |                     |                  |
| 2006 |                  |                     |                  |
| 2007 |                  |                     |                  |
| 2008 |                  |                     |                  |
| 2009 |                  |                     |                  |
| 2010 |                  |                     |                  |
| 2011 |                  |                     | 166e             |
| 2012 |                  |                     |                  |
| 2013 |                  |                     |                  |
| 2014 |                  |                     | opgave           |
| 2015 | 161e             |                     |                  |
| 2016 |                  |                     |                  |
| 2017 |                  |                     |                  |

| Jaar | Milaan-San Remo | Gent-Wevelgem | Ronde van Vlaanderen | Parijs-Roubaix | Amstel Gold Race | Luik-Bast.‑Luik | Ronde van Lombardije | Parijs-Tours | Eschborn-Frankfurt |  | WK op de weg |  | Wereldranglijsten |
| ---- | --------------- | ------------- | -------------------- | -------------- | ---------------- | --------------- | -------------------- | ------------ | ------------------ |  | ------------ |  | ----------------- |
| 2005 |                 |               |                      |                |                  |                 |                      |              |                    |  | 133e         |  |                   |
| 2006 |                 |               |                      |                |                  |                 |                      |              |                    |  | opgave       |  |                   |
| 2007 |                 |               |                      |                |                  |                 |                      |              |                    |  | opgave       |  |                   |
| 2008 |                 |               |                      |                |                  |                 |                      |              |                    |  | 59e          |  |                   |
| 2009 |                 |               |                      |                |                  |                 |                      |              |                    |  | 77e          |  |                   |
| 2010 |                 |               |                      |                |                  |                 | 34e                  | 100e         |                    |  |              |  |                   |
| 2011 | 37e             | 91e           | 116e                 | buit.tijd      | 134e             | opgave          |                      | 24e          |                    |  | 22e          |  |                   |
| 2012 |                 | 115e          |                      | 18e            |                  |                 |                      |              | 10e                |  | opgave       |  |                   |
| 2013 | 60e             |               | opgave               | opgave         |                  |                 |                      | 121e         |                    |  | 27e          |  |                   |
| 2014 |                 | 151e          | opgave               | 62e            | opgave           |                 |                      | 12e          |                    |  | opgave       |  |                   |
| 2015 | 101e            |               |                      | 13e            | opgave           |                 |                      |              |                    |  |              |  |                   |
| 2016 | 48e             | 14e           | opgave               | 8e             |                  |                 |                      | 172e         |                    |  |              |  | 123e (UWT)        |
| 2017 | 179e            |               |                      | opgave         |                  |                 |                      |              |                    |  | 43e          |  | 369e (UWT)        |

## Ploegen
- 2004 –  Rietumu Bank
- 2005 –  Rietumu Bank-Riga
- 2006 –  Rietumu Bank-Riga
- 2007 –  Rietumu Bank-Riga
- 2008 –  Rietumu Bank-Riga
- 2009 –  Team Designa Køkken
- 2010 –  Team HTC-Columbia
- 2011 –  Cofidis, le Crédit en Ligne
- 2012 –  Cofidis, le Crédit en Ligne
- 2013 –  IAM Cycling
- 2014 –  IAM Cycling
- 2015 –  IAM Cycling
- 2016 –  IAM Cycling
- 2017 –  BORA-hansgrohe
- 2018 –  BORA-hansgrohe
- 2019 –  Interpro Cycling Academy

Wielerploegen van Aleksejs Saramotins
Albasini ·
Bak ·
Cavendish ·
Dockx ·
Eisel ·
Ghyselinck ·
Goss ·
Grabsch ·
Greipel ·
Gretsch ·
Guldhammer ·
Hansen ·
Howard ·
Lewis ·
Martin ·
Monfort ·
Pinotti ·
Raboň ·
Renshaw ·
Reynés ·
Rogers ·
Roulston ·
Saramotins ·
Sieberg ·
Siwtsow ·
van Garderen ·
M. Velits ·
P. Velits
Bagot ·
Barle · 
Buffaz · 
Crépelière ·
Cusin ·
Demaret ·
Dumoulin ·
Duque · 
Edet ·
El Fares ·
Fouchard ·
Gallopin ·
Grandjean ·
Hervio · 
Ista ·
Keukeleire · 
Kriit ·
Labbe ·
Lambert ·
Maté · 
Moncoutié · 
Monier ·
Petit ·
Saramotins · 
Sijmens · 
Taaramäe · 
Thirionet · 
Valentin · 
Vogondy ·
Zingle ·
Delalot (stagiair) ·
Lavieu (stagiair) ·
Molard (stagiair) 
Bagot ·
Barle · 
Buffaz · 
Cammaerts ·
Demaret ·
Di Grégorio ·
Dumoulin ·
Duque · 
Edet ·
Fouchard ·
García ·
Ghyselinck ·
Labbe ·
Lambert ·
Maté · 
Molard ·
Moncoutié · 
Monier ·
Petit ·
Saramotins · 
Sijmens · 
Taaramäe · 
Thirionet · 
Valentin · 
Vogondy ·
Zingle ·
Corbel (stagiair) ·
Turgis (stagiair) 
Aregger · 
Bandiera ·
Brändle · 
Cusin · 
Denifl · 
Elmiger · 
Fumeaux · 
Goddaert · 
Haussler · 
Hinault · 
Hollenstein · 
Ista · 
Klemme · 
Lang · 
Larsson · 
Löfkvist · 
Pelucchi · 
Pliușchin · 
Reichenbach · 
Saramotins · 
Schelling · 
Tschopp · 
Wyss
Aregger · Brändle · Chavanel · Denifl · Elmiger · Frank · Fumeaux · Goddaert (tot 18/02) · Haussler · Hinault · Hollenstein · Ista · Klemme · Kluge · Lang · Larsson · Löfkvist · Pelucchi · Pineau · Reichenbach · Reynés · Saramotins · Schelling · Tschopp · Wyss
Aregger · Brändle · Chavanel · Chevrier · Clement · Coppel · Degand · Denifl · Devenyns · Elmiger · Enger · Frank · Fumeaux · Haussler · Hollenstein · Kluge · Lang · Pantano · Pellaud · Pelucchi · Pineau · Reichenbach · Reynés · Saramotins · Schelling · Tanner · Vangenechten · Warbasse · Wyss
Aregger · Brändle · Chevrier · Clement · Coppel · Denifl · Devenyns · Elmiger · Enger · Frank · Fumeaux · Haussler · Hollenstein · Howard · Kluge · Laengen · Lang · Naesen · Pantano · Pellaud · Pelucchi · Reynés · Saramotins · Tanner · Vangenechten · Warbasse · Wyss · Zaugg
Ackermann · Archbold · Bárta · Baška · Benedetti · Bennett · Bodnar · Buchmann · Burghardt · Herklotz · Kolář · König · Konrad · Majka · McCarthy · Mendes · Mühlberger · Pelucchi · Pfingsten · Poljański · Pöstlberger · J. Sagan · P. Sagan    · Saramotins · Schillinger · Schwarzmann · Selig
Ackermann · Baška · Benedetti · Bennett · Bodnar · Buchmann · Burghardt · Formolo · Großschartner · Kennaugh · Kolář · König · Konrad · Majka · McCarthy · Mühlberger · Oss · Pelucchi · Pfingsten · Poljański · Pöstlberger · J. Sagan · P. Sagan  · Saramotins · Schillinger · Schwarzmann · Selig